# Брестница (област Ловеч)
 За другото българско село вижте Брестница (Област Добрич).  
Брестница е село в Северна България. То се намира в община Ябланица, област Ловеч.

## География
Селото е разположено в Панежкия карстов район. В него се намира една от най-известните пещери в България – „Съева дупка“. Наречена е така на братята Съю и Сейо, които са се укривали в нея от турците.

## Културни и природни забележителности
- Пещера „Съева дупка“ е сред Стоте национални туристически обекта на Българския туристически съюз, лятно работно време: 09:00-19:00 ч.; зимно работно време: 09:00-17:00 ч., има печат. Възможност за нощувка. В близост до пещерата е построена първата система от метални въжета Via ferrata в България. Пещерата, Виа ферата, въжената градина и други екстремни приключения са обединени в Парк за приключения „Ледница“.
- Черква „Рождество Богородично“ - намира се срещу кметството. През 2011 година е ремонтирана със средства от Европейския съюз.[2]

- Ферма за щрауси „Синият щраус“ и музей на щраусовото яйце в селото са отворени всеки ден за посетители.

## Редовни събития
- Ежегоден събор на 28 август – „Голяма Богородица“ (по стар стил)

- Етнически състав: (50% българи, 49% роми, 1% турци) [3]

## Личности
- Лалю Ганчев (1914 – 1981) – български политик, деец на БЗНС
- Найден Вълчев (р. 1927) – писател, преводач и текстописец.

## Галерия
- Пътят София-Варна – главна улица в с. Брестница
- Центърът с табела към пещерата Съева дупка
- Източната част на централния площад
- Църквата в с. Брестница
- Кметство Брестница в процес на обновяване с паметна плоча на загиналите брестничани за свободата на България